# Naïma El Ghouati
Naïma El Ghouati (en arabe : نعيمة الغواتي), ou Naima El-Rhouati, est une gymnaste artistique marocaine, née le 19 juillet 1976 à Youssoufia.
Elle a notamment participé aux Jeux olympiques de 1996 à Atlanta.

## Biographie
Naïma El Ghouati naît le 19 juillet 1976 à Youssoufia. Elle commence la gymnastique à l'âge de cinq ans à Youssoufia, sa ville natale.
Elle devient membre de l'équipe marocaine de gymnastique en 1985, à l'âge de onze ans. Elle participe cette année-là aux Jeux panarabes qui ont lieu à Rabat. Toujours en 1985, elle est championne nationale pour la première fois, chez les benjamines.
Lors de la première édition des championnats d'Afrique de gymnastique artistique, qui ont lieu en 1990 à Alger, elle remporte quatre médailles. Lors de la deuxième édition organisée à Casablanca en 1992, elle gagne trois médailles d'or. Aux Championnats d'Afrique de gymnastique artistique 1994 à Johannesbourg, elle est médaillée d'argent aux barres asymétriques et médaillée de bronze au saut de cheval.
Elle devient la première gymnaste arabe et africaine à participer aux championnats du monde de gymnastique artistique lors de l'édition 1991 à Indianapolis,. Elle participe ensuite aux deux éditions suivantes, en 1992 à Paris puis en 1993 à Birmingham. Elle représente ensuite son pays aux Jeux olympiques de 1996 à Atlanta,,.
Lors des Jeux panarabes de 1999 à Amman, une grave blessure aux genoux met un terme à sa carrière,.
En 2001, elle est victime d'un accident de voiture entre Marrakech et Youssoufia, où meurent ses parents, sa sœur et son neveu. Seule survivante du véhicule, elle reste hospitalisée durant un an à cause de ses blessures. Atteinte aux jambes et à la colonne vertébrale, elle est ensuite contrainte à utiliser un fauteuil roulant durant plusieurs années.
En 2002, le roi du Maroc Mohammed VI lui accorde un Wissam royal de premier degré.
Reconvertie comme entraîneuse, elle prend en charge les benjamines au sein de la Fédération royale marocaine de gymnastique.

## Distinctions
La ville de Meknès lui rend hommage en 2002.